# AngraBasket
A Associação Amigos D'Angrabasket, também conhecido como AngraBasket,  é uma equipa profissional de basquetebol localizada na cidade de Angra do Heroísmo, Portugal que atualmente disputa a ProLiga. Foi fundado em 02 de junho de 2002, manda seus jogos no Pavilhão Municipal de Angra do Heroísmo com lotação para 1.326 adeptos.

## Temporada por temporada
| Temporada | Nível | Liga    | Posição | Pós-temporada      |
| --------- | ----- | ------- | ------- | ------------------ |
| 2003-04   | 3     | CNB 1   | 7º      | Quartas de finais  |
| 2004-05   | 3     | CNB 1   | 5º      | Promovidofinalista |
| 2005-06   | 2     | ProLiga | 8       | Quartas de finais  |
| 2006-07   | 2     | ProLiga | 11      |                    |
| 2007-08   | 2     | ProLiga | 10      |                    |
| 2008-09   | 2     | ProLiga | 8       | Quartas de finais  |
| 2009-10   | 2     | ProLiga | 8       | Quartas de finais  |
| 2010-11   | 2     | ProLiga | 3       | Quartas de finais  |
| 2011-12   | 2     | ProLiga | 3       | Quartas de finais  |
| 2012-13   | 2     | ProLiga | 7       | Quartas de finais  |
| 2013–14   | 2     | Proliga | 11      | Rebaixado          |
| 2014-15   | 3     | CNB1    | 3       | [ nota 1 ]         |
| 2015-16   | 2     | Proliga | 8       |                    |
| 2016-17   | 1     | Proliga | 9       |                    |
| 2017-18   | 2     | ProLiga | 12      |                    |
| 2018-19   | 2     | ProLiga | 8       |                    |

fonte:eurobasket.com

## Artigos relacionados
- Liga Portuguesa de Basquetebol
- Proliga
- Supertaça de Portugal de Basquetebol